# Bödőcs Tibor
Bödőcs Tibor (Zalaegerszeg, 1982. december 11. –) Karinthy-gyűrűs magyar humorista, író.

## Pályafutása
Búcsúszentlászlón töltötte gyermekkorát. Színész szeretett volna lenni, magyartanárnak tanult, de humorista lett. „Szen’lászlót” műsoraiban visszatérő motívumként, újabb és újabb aspektusokból mutatja be. 2004-ben csatlakozott a Dumaszínházhoz, és még abban az évben állandó kerettagja lett a Rádiókabarénak. Az országos ismertséget a 2005-ös Esti Showder szereplés hozta meg számára. Olyan történetekkel lett országosan ismert, mint a David Attenborough-paródia, a vendégségben lerészegedő ismerős, aki a feleségével vitázik az indulásról és az olyan mondatok, mint:
A Stihl-fűrész a vidék jedi-kardja.
Több alkalommal is fellépett a Showder Klubban. A Dumaszínház egyik legtöbb fellépést kapó humoristája lett. A hazai stand up szcéna egyik meghatározó alakja lett, a szilveszteri Rádiókabarék állandó utolsó fellépője lett. Ez korábban évtizedeken át Hofi Géza legendás helye volt. Közel öt év után kilépett a Dumaszínház társulatából és egy évig tévés szereplést sem vállalt. Elmondása szerint szüksége volt az önállósodásra ahhoz, hogy továbbra is a minőségi humort tudja képviselni. A szétválás ellenére nem romlott meg a viszony a Dumaszínházzal, vendégművészként gyakran fellép náluk. Visszatért a Showder Klubba is, ahonnan 2012 decemberében bejelentette kilépését.
Országos turnéit egyedül szervezi. Önálló estjei többek között az alábbi címeket viselték: Az élet értelme és kertészeti tippek, Cefre Palota, Böllérbalett, Nincs idő gólörömre, Kolera a vackor csoportban. Az önálló estjeiből videóváltozatokat készít, melyeket a Comedy Central rendszeresen a műsorára tűz. Meggyőződése, hogy a humorban nincs tabu, szerinte minden és mindenki kritizálható, és aki ezt nem bírja, annak önmagával van gondja. Nehéznek tartja a munkáját, különösen a közéleti témákat illetően: a szinhaz.hu-nak adott interjújában úgy fogalmaz, hogy gyakran találkozik közönyös, tudatlan vagy elfogult közönséggel, akik nem értik. Véleménye szerint hiába mond egy jó poént egy magyar közszereplőről, ha a nézők többsége nem követi annyira a közügyeket, mint régebben.
Szövegeiben a közélet, a történelem, a kultúra és Búcsúszentlászló kocsmájának történéseit is érinti, gyakran említve kedvenc íróját, Hrabalt, illetve filmrendezőit, Tarr Bélától Quentin Tarantinóig. Az alkohol is meghatározó elem Bödőcs Tibor témái között. A tehetsége folytán a pályatársak és a közönség köreiben „kis-Hofinak” is hívott humorista kétszer nyert Bon-bon díjat, mielőtt 2010-ben megkapta a Karinthy-gyűrűt. Szintén ebben az évben tett szert egy másik gyűrűre is, ugyanis megnősült, azóta pedig három gyermek édesapja lett.

## Munkái

### Önálló estek
- Az élet értelme és kertészeti tippek (2012)
- Böllérbalett (2014)
- Cefre Palota (2016)
- Nincs idő gólörömre (2018)
- Kolera a vackor csoportban (2021)
- Barbárglamour (2023)
- Nem messiás (2024)

### További munkái
- Rádiókabaré: szerző, előadó.
- Showder Klub
- Bödőcs Londonban kétrészes tv-film a Comedy Centralon (A Cefre Palota londoni TV felvétele)

## Filmszerepek
- Bakkermann (2007) – rekordellenőr
- Drakulics elvtárs (2019) – Szikra konferanszié

## Könyv
- Addig se iszik; Helikon Kiadó, Bp., 2017 (prózaparódiák – könyv)[9]
- Meg se kínáltak; Helikon, Bp., 2019 (szatíra)
- Mulat a Manézs; Helikon, Bp., 2021 (szatíra)
- Prímszámok hóesésben; Helikon, Bp., 2023

## Díjak
- Bonbon-díj (2005, 2006)
- Karinthy-gyűrű (2010)
- Libri irodalmi közönségdíj (2018, 2022)